# Чорноморське повстання французького флоту (1919)
Чорноморське повстання французького флоту 1919 року — серія інспірованих більшовиками повстань моряків французького військово-морського флоту, що брали участь у інтервенції проти більшовицької Росії. Близько сотні моряків засуджені військовими трибуналами, але досить швидко амністовані. Ці повстання сьогодні аналізуються і переосмислюються на тлі революційної хвилі, що обрушилася на Європу в кінці Першої Світової війни в результаті виснаження всіх воюючих сторін. Подальше розслідування сприяло усвідомленню політичною владою Франції розвалу флоту після Першої Світової війни та необхідності проведення реформ, які згодом призвели до відродження французького флоту в 1920-1930 роках. Серед лідерів заколоту був Андре Марті.

## Розвиток подій
Навесні 1919 року, під тиском частин Червоної армії, сили країн військового блоку Антанта почали покидати південь України: в березні було залишено Миколаїв та Херсон, з початком квітня — Одесу.
На той час в Севастополі перебували 2 броненосці, 2 крейсери та 4 міноносці французького флоту. В кінці квітня 1919 року, через наближення Червоної армії до Севастополя, котрий був зоною відповідальности французів, командування союзних військ ухвалило рішення про виведення кораблів, аби ті не дістались більшовицькій Росії. Однак, французькі матроси відмовилися виконувати накази командирів, зійшли на берег та долучились до мітингу під червоними прапорами. На мітингу, організованому більшовиками, були присутні 300 французьких військових, котрі висловили підтримку більшовицькій Росії. Перед цим, більшовики провели пропагандивну діяльність серед французького війська за допомогою листівок. Тоді Франція вже була охоплена революційними виступами, серед яких було гасло «Руки геть від Росії!», тож повсталі моряки мали підтримку французького суспільства і репресії щодо бунтівників не принесли бажаного результату. Аби перешкодити захопленню більшовиками кораблів, з Константинополя терміново прибула ескадра британського флоту.

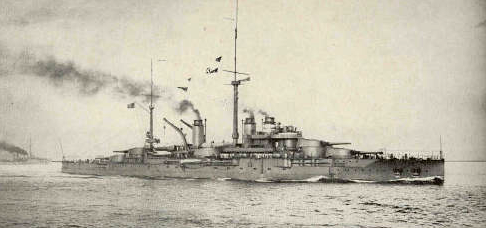
Французький лінкор Жан Барт
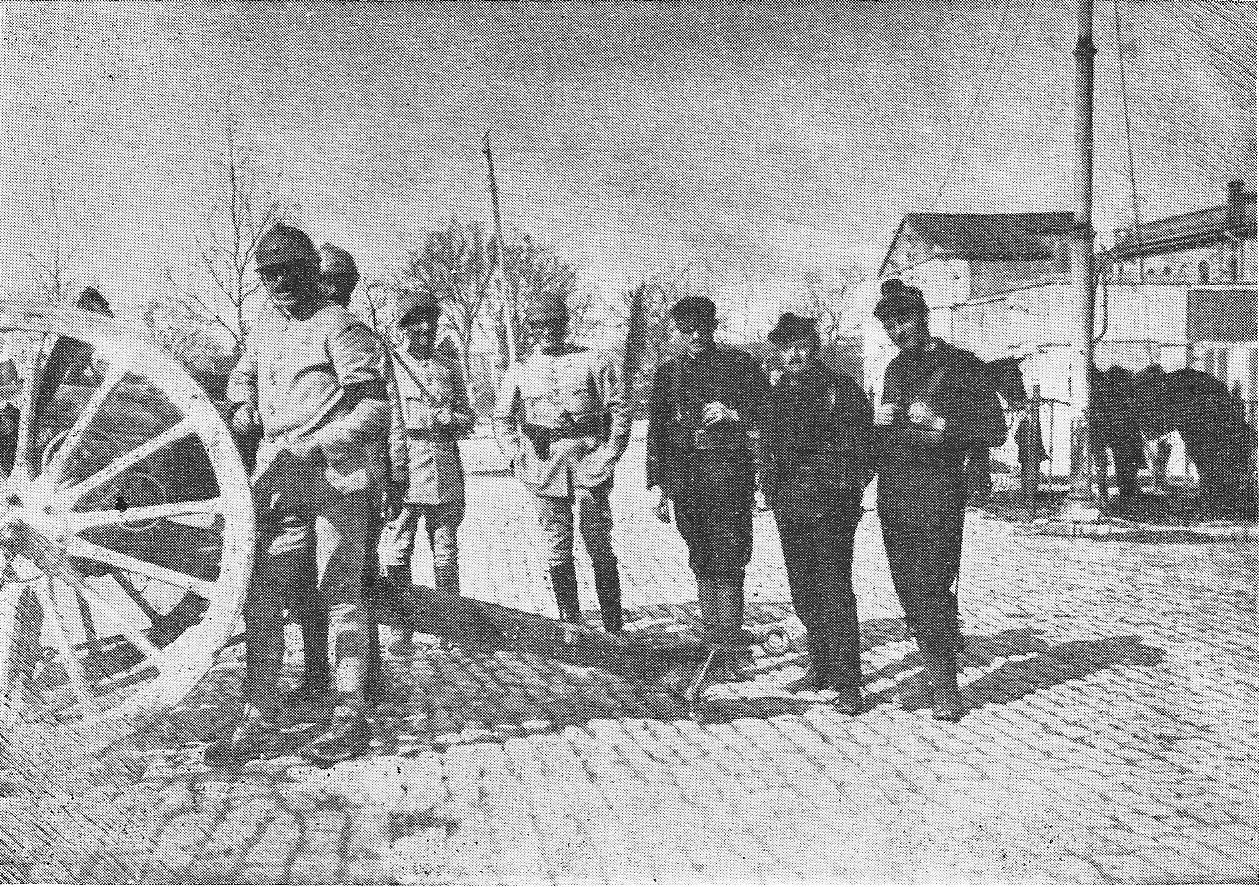
Французькі війська в Севастополі
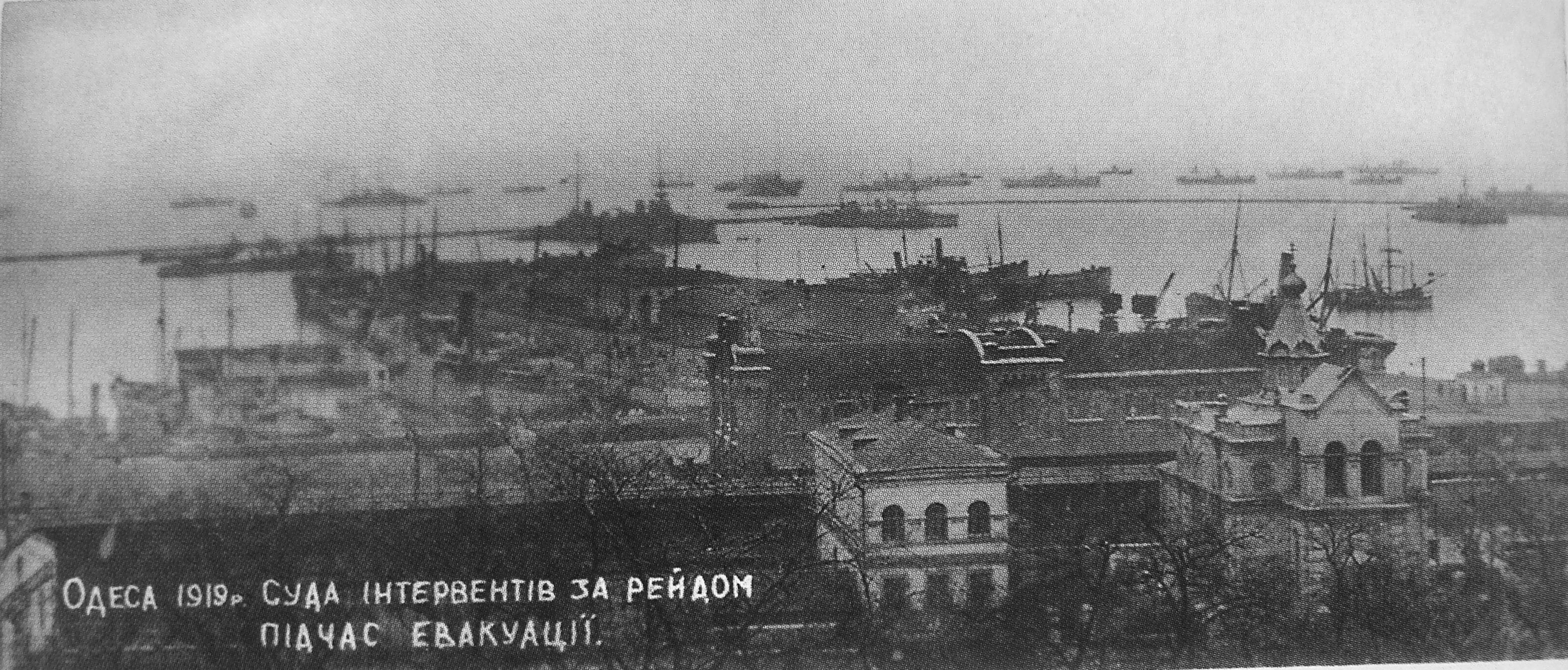
Французька евакуація з Одеси
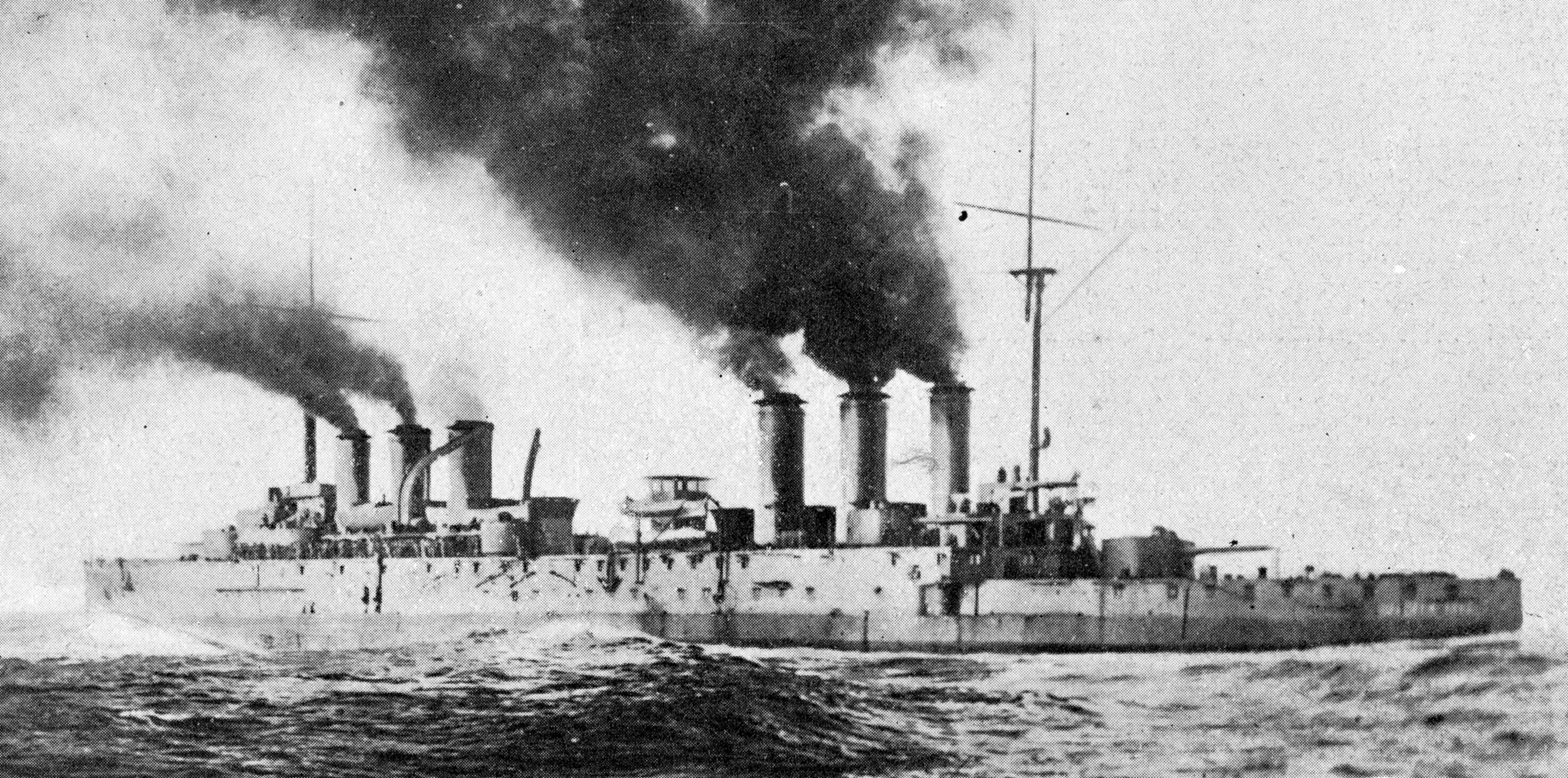
Французький крейсер Вальдек-Руссо